# Бордзілувка
Бордзілувка (пол. Bordziłówka) — село в Польщі, у гміні Россош Більського повіту Люблінського воєводства. Населення — 238 осіб (2011).

## Історія
За даними етнографічної експедиції 1869—1870 років під керівництвом Павла Чубинського, у селі переважно проживали римо-католики, меншою мірою — греко-католики, які здебільшого розмовляли українською мовою.
У 1975—1998 роках село належало до Білопідляського воєводства.

## Демографія
Демографічна структура станом на 31 березня 2011 року:
|          | Загалом | Допрацездатний вік | Працездатний вік | Постпрацездатний вік |
| -------- | ------- | ------------------ | ---------------- | -------------------- |
| Чоловіки | 121     | 20                 | 90               | 11                   |
| Жінки    | 117     | 25                 | 68               | 24                   |
| Разом    | 238     | 45                 | 158              | 35                   |